# Internatsgymnasium Schloss Torgelow
Das Internatsgymnasium Schloss Torgelow ist eine 1994 gegründete staatlich anerkannte Privatschule, die sich im historischen Schloss in Torgelow am See befindet, in der Nähe von Waren (Müritz) im Mecklenburger Seenland, Mecklenburg-Vorpommern.

## Schule

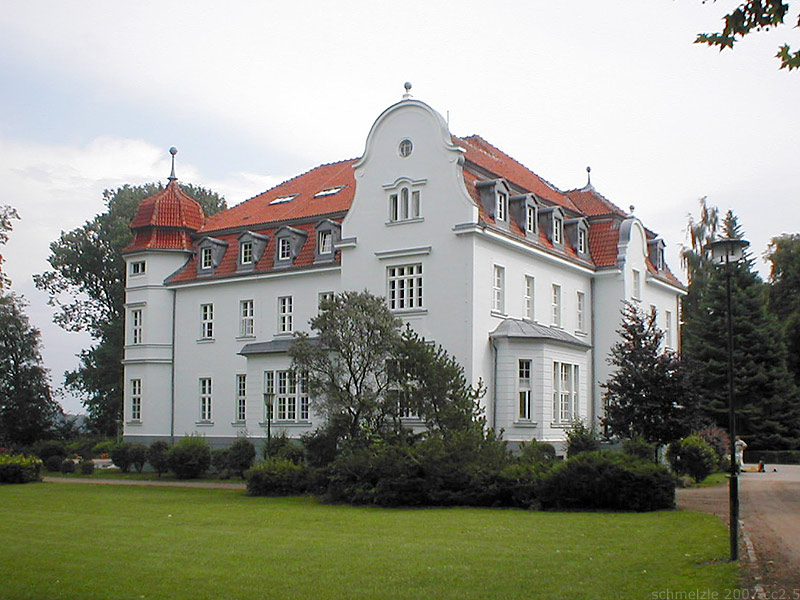
Internatsgymnasium Schloss Torgelow

Das Angebot des Internatsgymnasiums orientiert sich am oberen Leistungsdrittel der Klassen 5 bis 12. Dabei wird in Klassen mit maximal 12 Schülern unterrichtet. Die Schule beteiligt sich am landesweiten Zentralabitur.
Viermal im Jahr werden schriftliche Beurteilungen zu jedem Fach verfasst und den Eltern die Durchschnitte jedes Faches mitgeteilt. Jene werden auch im Schulhaus ausgehängt und nach Leistung sortiert. Zum Halb- und Endjahr gibt es Zeugnisse wie an anderen Schulen auch.
Viele der Klassenzimmer verfügen statt Kreidetafeln über interaktive Whiteboards. Unterrichts- oder Arbeitsmaterialien können über das schulinterne Wireless LAN im Schülernetzwerk abgerufen und bearbeitet werden.
Das Internatsgymnasium Torgelow wurde 2006 Preisträger im Wettbewerb „Deutschland – Land der Ideen“.
2019 wurde das Internatsgymnasium in das nationale Exzellenz-Netzwerk mathematisch-naturwissenschaftlicher Schulen, MINT-EC, aufgenommen.
Einen Schwerpunkt bilden Ausrichtung von und Teilnahme an Deutschen Gedächtnismeisterschaften. Unter Anleitung des früheren deutschen Vizemeisters Steffen Bütow konnten die Schülerinnen und Schüler bereits zahlreiche Erfolge in dieser Sportart erringen.

### Fremdsprachenangebot
Neben Englisch kann in der Schule Französisch, Latein, Spanisch, Russisch und Chinesisch erlernt werden.
Als einzige Schule in Deutschland ist Schloss Torgelow ein anerkanntes „Internal Test Centre“ der englischen Cambridge University für den Erwerb der Zertifikate (Cambridge International Examinations) in Englisch. In der neunten Klasse verbringen alle Schüler des Internats im Rahmen des Projekts „European Classroom“ ein Drittel des Schuljahres in England. Sie besuchen dort als reguläre Internatsschüler die „Kingham Hill School“ in der Nähe von Oxford.
In der Oberstufe haben die Schüler die Möglichkeit, an einer Konferenz der „Model United Nations“ (THIMUN) teilzunehmen. Das internationale Planspiel wird jährlich mit rund 1.800 Schülern aus der ganzen Welt veranstaltet.
Gemeinsam mit dem Humboldt-Institut Deutschland wird für Kinder und Jugendliche aus dem Ausland das Programm „Ein Schuljahr in Deutschland“ angeboten.

## Internat

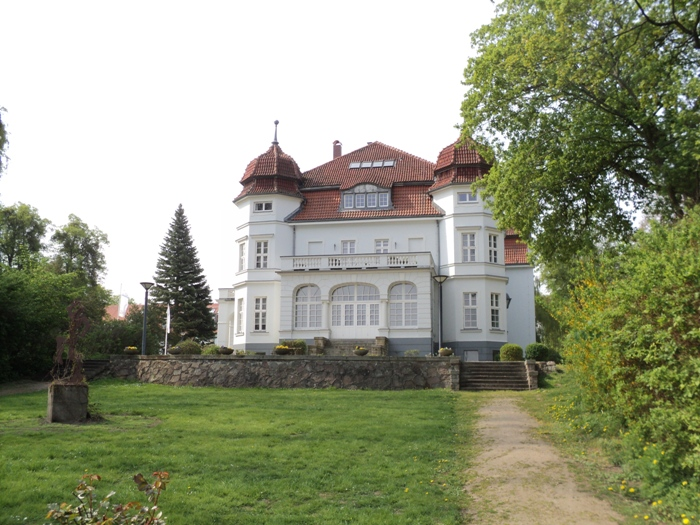
Seeseite der Schule im Torgelower Schloss

Auf Schloss Torgelow haben unterschiedliche Altersgruppen, getrennt nach Geschlechtern, eigene Wohnbereiche: die Mentorate. In der Regel teilen sich zwei Schülerinnen oder Schüler ein Zimmer. Die Mentorate befinden sich im restaurierten Schloss, im Gelben Haus, im Schulgebäude und in mehreren Neubauten, davon ein „Haus der Zukunft“ (HdZ), das Haus der Schüler von der 5.—7. Klasse. In jedem Mentorat sind zwei pädagogisch ausgebildeten Mentorinnen oder Mentoren rund um die Uhr aktiv. Eine examinierte Krankenschwester ist darüber hinaus für die Schüler da. Sechs Wochenenden im Schuljahr gestalten alle gemeinsam mit Veranstaltungen als Internatswochenenden. Alle anderen Wochenenden sind optionale Heimfahrwochenenden. Ein Busdienst fährt am Freitag bzw. Sonntag von und nach Berlin und Hamburg. Für Schüler, die bleiben möchten, werden verschiedene Angebote zur Freizeitgestaltung gemacht, die meist auch in der Woche genutzt werden können.

### Freizeitangebote
Insgesamt werden im Internatsgymnasium Torgelow mehr als 70 verschiedene Freizeitprojekte angeboten. Neben eigenen Booten stehen eine Sporthalle, ein Sportplatz und ein Tennisplatz zur Verfügung. Der Segel- sowie die Sportbootführerscheine See und Binnen können erworben werden. Ein Fitnessraum und ein Indoor-Golfsimulator sind im August 2006 neu eingerichtet worden. Ab der neunten Klasse werden klassenübergreifende Teamprojekte angeboten.
Die Klassenstufen 7 und 8 nehmen verpflichtend am Drachenboot-Training teil.

### Betrieb während der Corona-Pandemie
Im Januar 2021 erhielt Schloss Torgelow eine Sondergenehmigung, die einen Betrieb trotz flächendeckender Schulschließungen im Landkreis ermöglichte. Des Weiteren wurde bei der Anreise bei jedem Schüler ein Antigen-Schnelltest durchgeführt und die Heimreise war den Schülern bis auf weiteres untersagt.
Ebenfalls wurde 2021 der reguläre Aufenthalt der neunten Klasse im englischen Internat Kingham Hill School angestrebt. Aufgrund der Schulschließungen im Vereinigten Königreich begab sich die Klasse vor Ort in Quarantäne und anschließend auf die Rückreise nach Deutschland.

## Kosten
Die Schulgebühren für Internatsschüler richten sich nach der Jahrgangsstufe und betrugen im Schuljahr 2013/2014 zwischen rund 31.000 Euro und 33.000 Euro (ohne Nebenkosten) pro Jahr, für das Schuljahr 2021/2022 betrugen die Schul- und Internatskosten zwischen 35.200 Euro und 38.900 Euro (abhängig von der Klassenstufe, ohne Nebenkosten) und für das Schuljahr 2023/2024 zwischen 40.995 Euro und 44.982 Euro (ohne Nebenkosten).

## Ehemalige Schülerinnen und Schüler
- Christiane Stenger, vierfache Jugend-Gedächtnisweltmeisterin (1999–2003) und jüngste Abiturientin Deutschlands 2003, später Autorin und Fernsehmoderatorin
- Katharina Bunk, Deutsche Junioren-Gedächtnismeisterin 2005, 2006, 2007 und Jugend-Gedächtnisweltmeisterin 2005
- Jakob Knoblauch (Schauspieler), spielte als „Branko“ im 2008 erschienenen deutschen Kinofilm „Die Rote Zora“ eine der jugendlichen Hauptrollen und später auch in der Tatort-Reihe mit.
- Nele Würzbach, Journalistin und Nachrichtenmoderatorin

## Schlossgebäude
Seit 1784 befand sich das Gut Torgelow im Besitz der Familie von Behr-Negendank. 1904 beauftragte sie den renommierten Architekten Otto March mit dem neuen Schloss bzw. Herrenhaus im neobarocken Stil. Die Familie von Behr-Negendank wurde 1945 enteignet.